# Anagé
Anagé  é um município brasileiro do estado da Bahia, sendo um dos 24 integrantes do Território de Identidade Sudoeste Baiano, proposto pela Superintendência de Estudos  Econômicos e Sociais da Bahia.
Segundo o Censo 2022 do Instituto Brasileiro de Geografia e Estatística (IBGE), a população do município é de 25 438 habitantes.

## Política
- Prefeito: Rogerio Bonfim Soares "Rogerio de Zinho" - PSD (2021/-)
- Vice-prefeito: Sérgio Silva Brito - PL (2021/-)[12]